# Brug 1791

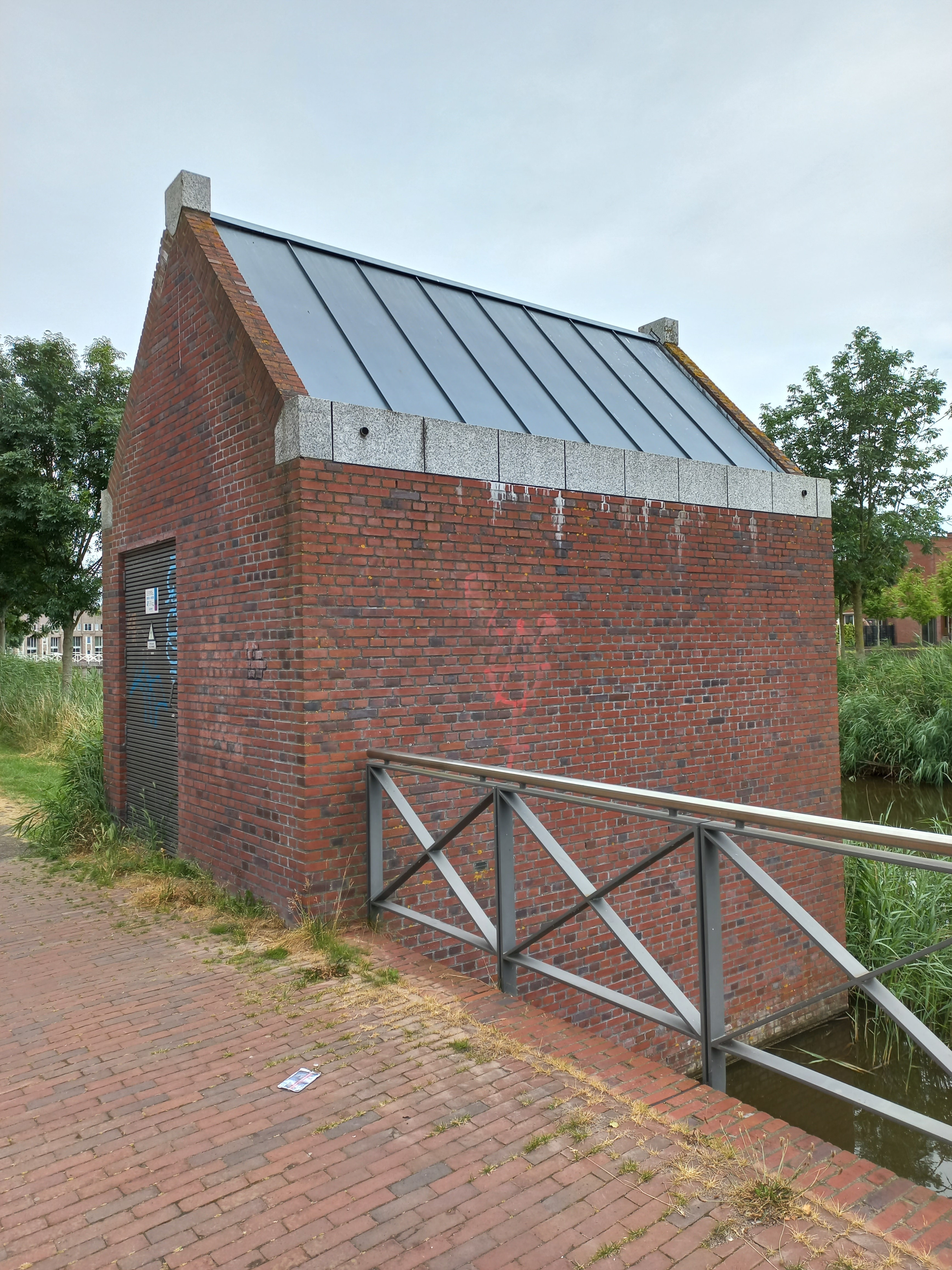
Huisje bij brug (juni 2024)

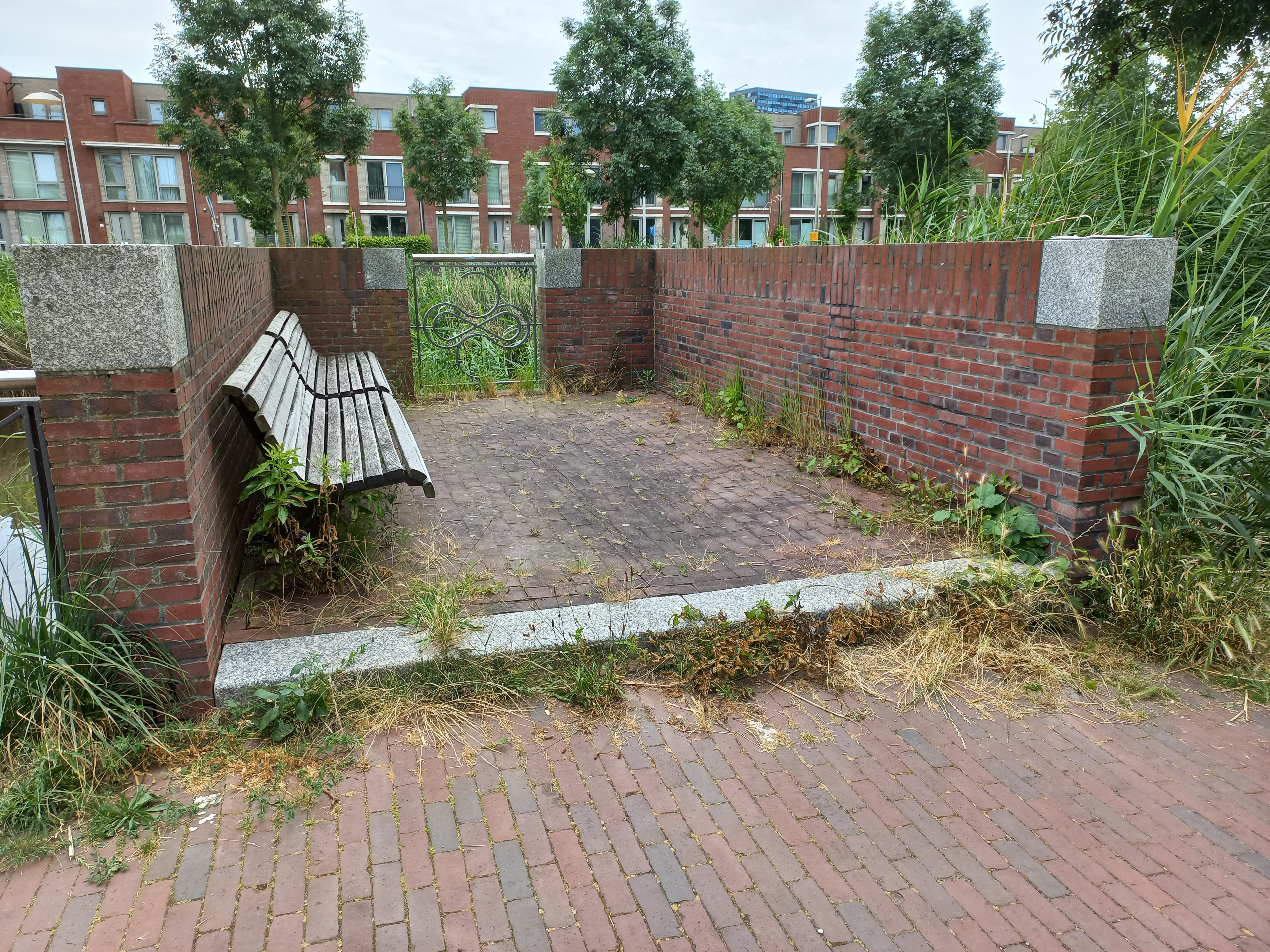
Terrasje met baksteen en natuursteen en ezelsruggen (juni 2024)

Brug 1791 is een bouwkundig kunstwerk in Amsterdam-Noord.

## Brug
Dit gebied was eeuwenlang agrarisch gebied met weilanden en sloten. Vanuit het zuiden rukte de stad Amsterdam steeds verder op aangekondigd door de aanleg van de Noorderbegraafplaats en het Volkstuincomplex Buikslotermeer in de jaren dertig. De aanleg van de G.J. Scheurleerweg vanaf de IJdoornlaan naar de Rioolwaterzuiveringsinrichting Noord was de volgende stap, met een afronding van de voltooiing van de Rijksweg 10/Ringweg-Noord in 1990.
Door de komst van die ringweg konden gronden tussen de bestaande bebouwing en de zuidkant van die ringweg onttrokken worden aan agrarisch gebruik om vervolgens volgebouwd te worden. Een van de voorbeelden daarvan is de bebouwing van Jeugdland en Diopter aan de westkant van de G.J. Scheurleerweg. Al spoedig moest ook het volkstuincomplex aan de oostkant eraan geloven. Zij moest verhuizen om plaats te maken voor een nieuwe woonwijk. De naam van de wijk werd Elzenhagen-Noord. 
Voor de inrichting van de wijk was een nieuwe indeling nodig voor de waterhuishouding; de Elzenhagensingel werd uitgegraven. Deze singel werd aangesloten op de ringsloot rond Jeugdland. Over het water van die singel en bijbehorende afwateringstochten werden bruggen gelegd, waarvan de nummers 1791-1795 keurig achter elkaar liggen. Ze hebben een gemeenschappelijk uiterlijk voor wat betreft de leuningen en balustraden; het heeft veel weg van vakwerk. Toch is brug 1791 duidelijk anders. Ten eerste is deze betonnen brug in tegenstelling tot die andere ook geschikt voor zwaar vervoer. Alhoewel neergelegd in de 21e eeuwse woonwijk, heeft zij het uiterlijk van een brug in de grachtengordel. Dit komt door de afwerking van de vier doorvaarten die onder een betonnen boogconstructie zijn geplaatst (een vijfde boog verdwijnt in het riet en gras). De afwerking bestaan uit (op het oog) rondbogen. Die “rondbogen” zijn hier en daar risalerind ten opzichte van elkaar. Uit die binnenstad komen ook de in de wanden aangebrachte brugnummerplaten. Hier zijn de uitgevoerd als datumstenen, die normaal anno en jaartal vermelden, maar hier het brugnummer. De brug kent in het rijdek een flauwe welving. Al het roodbruine baksteen en de steeds wisselingen metselverbanden en combinatie baksteen en natuursteen levert een brug op in een moderne variant van de Amsterdamse School. Er lijkt goed gekeken te zijn naar bruggenarchitect Piet Kramer, die een behoorlijk aantal van die bruggen in Amsterdam ontwierp. Kramer had daarbij niet alleen oog voor de brug zelf, maar nam in zijn ontwerpen soms een brugwachtershuisje en/of een terrasje mee. Deze twee onderdelen zijn ook bij deze brug te vinden, het huisje is hier geen brugwachtershuisje (het is een vaste brug) maar een huisje voor nutsvoorzieningen van Liander. Ook de leuningen en balustrades kennen een bijzonderheid; de volgen de horizontale uitkragingen van de brug.    
Het (basis)ontwerp is afkomstig van Simon Sprietsma werkend voor de Dienst Ruimtelijke Ordening van Amsterdam, die studeerde aan de Technische Universiteit Delft en het Berlage Instituut. De brug kon in 2011 gebruikt worden, maar lag toen nog in een grote zandvlakte.

## Eeuwige Jeugdlaan
De brug geeft via de aansluitende Eeuwige Jeugdlaan en de Gerrit van Arkelbrug toegang tot het wijkje Jeugdland/Diopter. De Eeuwige Jeugdlaan is op zichzelf al weer een afwijkende straat hier. De straten in het buurtje zijn vernoemd naar architecten, behalve deze laan. Waarom deze 21e eeuw straat deze naam kreeg is in 2024 niet bekend; de bronnen vermelden “vermoedelijk” en “af te leiden”.
<<< · 1701 · 1702 · 1703 · 1704 · 1705 · 1706 · 1707 · 1708 · 1709 ·  1710 · 1711 · 1714 · 1715 · 1716 · 1717 · 1718 · 1719 · 1720 · 1721 · 1722 · 1723 · 1725 · 1726 · 1727 · 1728 · 1729 · 1730 · 1731 · 1732 · 1733 · 1734 · 1735 · 1736 · 1737 · 1738 · 1739 · 1741 · 1742 · 1743 · 1745 · 1746 · 1747 · 1748 · 1749 · 1750 · 1751 · 1752 · 1753 · 1754 · 1755 · 1756 · 1757 · 1764 · 1765 · 1766 · 1767 · 1768 · 1769 · 1770 · 1771 · 1772 · 1773 · 1774 · 1775 · 1776 · 1777 · 1778 · 1779 ·  1780 · 1781 · 1782 · 1783 · 1784 · 1785 · 1786 · 1787 · 1788 · 1791 · 1792 · 1793 · 1794 · 1795 · 1796 · 1797 · 1798 · 1799 · >>>
Brugnummers brug 1712, 1713, 1724, 1740, 1744, 1758, 1759, 1760, 1761, 1762, 1763, 1789, 1790 zijn niet (meer) vergeven.